# 罗凤江
罗凤江，位于中国广西壮族自治区南部，是郁江右岸支流，发源于灵山县丰塘镇六正村西北500米处，蜿蜒北流，于横县百合镇江口村以西汇入郁江。干流河长46.2千米，平均比降1.94‰，流域面积564平方公里。年均径流量3.81亿立方米。